# Party for Everybody
«Party for Everybody» (укр. Вечірка для всіх) — пісня удмуртського гурту «Бурановські бабусі», з якою він представляв Росію на пісенному конкурсі Євробачення 2012 в Баку та посів 2-ге місце.
Пісня стала переможцем відбіркового туру 2012, який відбувся 7 березня 2012 року в Москві. За підсумками пропорційного додавання результатів глядацького та суддівського голосуваннь гурт отримав 38,51 бала, випередивши свого найближчого супротивника — дует Діми Білана та Юлії Волкової з їх піснею «Back to Her Future» на 9,26 бала.

## Створення
Слова пісні удмуртською мовою, за зізнанням учасниць колективу, написали вони самі, тоді як автором англомовної частини стала якась відома британка . «Я не буду навіть називати ім'я автора, не вимовлю, вона неросійська», — поділилася з кореспондентом «Комсомольской правди» художній керівник Бурановських бабусь Ольга Туктарьова. Музику до «Party for Everybody» написав відомий композитор Віктор Дробиш, на студії якого й було записано пісню. Примітно, що удмуртські і англійські слова композиції писалися окремо: коли Бурановські бабусі приїхали на студію з написаним ними текстом, англомовний варіант теж був уже готовий. Коли учасницям ансамблю переклали його слова, ті, за свідченням Туктарьової, виявили їх дивовижний збіг з тим, що привезли вони :
| Ми співаємо про те, що затопили піч, замісили тісто, застелили скатертину білу і чекаємо своїх дітей додому. І говоримо, щоб приїхали додому діти наші, будемо веселитися і танцювати. |
Вчити англійські слова, як випливає з інтерв'ю Бурановских бабусь, їм було зовсім нескладно .

## Євробачення 2012
Думки російських музичних продюсерів та критиків з приводу шансів пісні, і колективу в цілому, на перемогу розділилися. Так, Артур Гаспарян повідомив журналістам, що Європа може сприйняти Бурановських бабусь як «музичний атракціон», внаслідок чого їх «шанс на перемогу мінімальний», а Йосип Пригожин, незважаючи на відсутність впевненості в лідерстві Бурановських бабусь на конкурсі, підкреслив їх оригінальність та індивідуальність. Ігор Крутой, навпаки, назвав учасниць ансамблю «прекрасними» і сказав, що «не здивується, якщо вони виграють і Євробачення в цілому»  . Своїми фаворитами «бабусь» вибрав і Валерій Меладзе. За результатами першого півфіналу, який відбувся 22 травня 2012 року, композиція пройшла до фіналу.